# Hidroxiledgrewita
La hidroxiledgrewita és un mineral de la classe dels silicats que pertany al grup de la chegemita. Rep el nom per ser l'anàleg amb OH dominant de l'edgrewita. El nom de l'arrel honra al mineralogista Edward Sturgis Grew (n. 1944, Boston, Massachusetts, EUA), de la Universitat de Maine.

## Característiques
La hidroxiledgrewita és un nesosilicat de fórmula química Ca9(SiO₄)₄(OH)₂. Va ser aprovada com a espècie vàlida per l'Associació Mineralògica Internacional l'any 2011, sent publicada per primera vegada el 2012. Cristal·litza en el sistema monoclínic. La seva duresa a l'escala de Mohs oscil·la entre 5,5 i 6.

## Formació i jaciments
Va ser descoberta al xenòlit número 1 del mont Lakargi, situat a la caldera Verkhnechegemskaya, dins la vall de Baksan (Kabardino-Balkària, Rússia), on es troba matriu d'hidroxilel·lestadita, sent l'únic indret de tot el planeta on ha estat descrita aquesta espècie mineral.